# Greckokatolicka parafia w Dobromilu
Greckokatolicka parafia w Dobromilu – parafia greckokatolicka pod wezwaniem Zesłania Ducha Świętego, działająca do czasów współczesnych w Dobromilu, w rejonie starosamborskim Ukrainy.
Murowana parafialna cerkiew Zstąpienia Ducha Świętego została zbudowana w 1848, remontowana w 1935. Powstała w miejscu starszej, drewnianej cerkwi, zbudowanej przed 1828. Do parafii należały również murowane cerkwie filialne w Hubyczach i Lacku. Oprócz tego parafia obsługiwała do 1939 miejscowości Huczko i Monastyr.

## Księża

### Proboszczowie
- Iwan Kustryćkyj (przed 1828-1838)
- Danyło Helitowycz (1838-1859)
- Teodor Melnyk (administrator, 1859-1861)
- Kostiantyn Pełechowycz (1861-1879)
- Wiktor Reszetyłowycz (administrator, 1879-1882)
- Mychajło Mochnaćkyj (1882-1896)
- Wiktor Sawczak (administrator, 1896-1897)
- Wołodymyr Łysiak (1897-1920)
- Andrij Nebożuk (administrator, 1920-1923)
- Iwan Hospodarewśkyj (1923 - do co najmniej 1939)

### Wikariuszeparafialni
- Wołodysław Birećkyj (1864 - 1865)
- Omelian Kozanewycz (1865–1869)
- Mychajło Szczyrba (1869 - 1870)
- Łew Szczawinskyj (1871 - 1873)
- Wasyl Metyk (1873 - 1874)
- Mychajło Wać (1873 - 1875)
- Julijan Hładyłowycz (1875 - 1876)
- Josyf Moskałyk (1876 - 1878)
- Wiktor Reszetyłowycz (1878 - 1879)
- Teodor Kostyszyn (1880-1882)
- Mychajło Handiak (1882 - 1883)
- Iwan Kyprijan (1883 - 1884)
- Hryhorij Moroz (1885 - 1887)
- Kornylij Wynnyćkyj (1887 - 1888)
- Orest Sołtykewycz (1888 - 1893)
- Wiktor Sawczak (1893 - 1896)
- Iwan Stanczak (1896 - 1898)
- Wołodymyr Wenhrynowycz (1898 - 1903)
- Teodor Diakiw (1903 - 1905)
- Jewhen Chylak (1905 - 1909)
- Mychajło Daćko (1909 - 1910)
- Iwan Seneczko (1910 - 1912)
- Mychajło Mencinśkyj (1912 - 1918)
- Andrij Nebożuk (1918 - 1920)
- vacat
- Jurij Kowalśkyj (1931 - 1939)